# Dave Semenko
David John "Dave" Semenko, född 12 juli 1957 i Winnipeg i Manitoba, död 29 juni 2017 i Edmonton i Alberta, var en kanadensisk professionell ishockeyforward som tillbringade elva säsonger i den nordamerikanska ishockeyligan National Hockey League (NHL), där han spelade för ishockeyorganisationerna Edmonton Oilers, Hartford Whalers och Toronto Maple Leafs. Han producerade 153 poäng (65 mål och 88 assists) samt drog på sig 1 175 utvisningsminuter på 575 grundspelsmatcher. Semenko spelade också för Oilers när de spelade i World Hockey Association (WHA) och på lägre nivåer för Wichita Wind i Central Hockey League (CHL) och Brandon Wheat Kings i Western Canadian Hockey League (WCHL).
Han draftades i andra rundan i 1977 års draft av Minnesota North Stars som 25:e spelare totalt.
Semenko ingick i Oilers dynastilag och var delaktig i två av fem Stanley Cup-titlar (1983–1984 och 1984–1985). Han var en slagskämpe (enforcer) och var främst känd för att vara en av NHL:s mest tuffaste spelare att möta samt att vara tillsammans med Marty McSorley livvakt åt NHL:s bästa spelare genom tiderna, Wayne Gretzky.
Efter spelarkarriären arbetade han inom Oilers som först assisterande tränare under säsongen 1996–1997 och sen talangscout fram till 2015. Han var också expertkommentator för Oilers radiokanal. Den 29 juni 2017 avled Semenko vid 59 års ålder av bukspottkörtel- och levercancer.

## Statistik
| 1974–1975   | Brandon Travellers  | MJHL        | 42  | 11 | 17 | 28  | 55   | —  | — | — | —  | —   |
|             | Brandon Wheat Kings | WCHL        | 12  | 2  | 1  | 3   | 12   | 4  | 0 | 0 | 0  | —   |
| 1975–1976   | Brandon Wheat Kings | WCHL        | 72  | 8  | 5  | 13  | 194  | 5  | 0 | 0 | 0  | —   |
| 1976–1977   | Brandon Wheat Kings | WCHL        | 61  | 27 | 33 | 60  | 265  | 16 | 3 | 4 | 7  | 61  |
| 1977–1978   | Edmonton Oilers     | WHA         | 65  | 6  | 6  | 12  | 140  | 5  | 0 | 0 | 0  | 8   |
|             | Brandon Wheat Kings | WCHL        | 7   | 10 | 5  | 15  | 40   | —  | — | — | —  | —   |
| 1978–1979   | Edmonton Oilers     | WHA         | 77  | 10 | 14 | 24  | 158  | 11 | 4 | 2 | 6  | 29  |
| 1979–1980   | Edmonton Oilers     | NHL         | 67  | 6  | 7  | 13  | 135  | 3  | 0 | 0 | 0  | 2   |
| 1980–1981   | Edmonton Oilers     | NHL         | 58  | 11 | 8  | 19  | 80   | 8  | 0 | 0 | 0  | 5   |
|             | Wichita Wind        | CHL         | 14  | 1  | 2  | 3   | 40   | —  | — | — | —  | —   |
| 1981–1982   | Edmonton Oilers     | NHL         | 59  | 12 | 12 | 24  | 194  | 4  | 0 | 0 | 0  | 2   |
| 1982–1983   | Edmonton Oilers     | NHL         | 75  | 12 | 15 | 27  | 141  | 15 | 1 | 1 | 2  | 69  |
| 1983–1984   | Edmonton Oilers     | NHL         | 52  | 6  | 11 | 17  | 118  | 19 | 5 | 5 | 10 | 44  |
| 1984–1985   | Edmonton Oilers     | NHL         | 69  | 6  | 12 | 18  | 172  | 14 | 0 | 0 | 0  | 39  |
| 1985–1986   | Edmonton Oilers     | NHL         | 69  | 6  | 12 | 18  | 141  | 6  | 0 | 0 | 0  | 32  |
| 1986–1987   | Edmonton Oilers     | NHL         | 5   | 0  | 0  | 0   | 0    | —  | — | — | —  | —   |
|             | Hartford Whalers    | NHL         | 51  | 4  | 8  | 12  | 87   | 4  | 0 | 0 | 0  | 15  |
| 1987–1988   | Toronto Maple Leafs | NHL         | 70  | 2  | 3  | 5   | 107  | —  | — | — | —  | —   |
| NHL totalt  | NHL totalt          | NHL totalt  | 575 | 65 | 88 | 153 | 1175 | 73 | 6 | 6 | 12 | 208 |
| WHA totalt  | WHA totalt          | WHA totalt  | 142 | 16 | 20 | 36  | 298  | 16 | 4 | 2 | 6  | 37  |
| WCHL totalt | WCHL totalt         | WCHL totalt | 152 | 47 | 44 | 91  | 511  | 25 | 3 | 4 | 7  | 61  |